# Titus Flavius Iulianus (Eques)

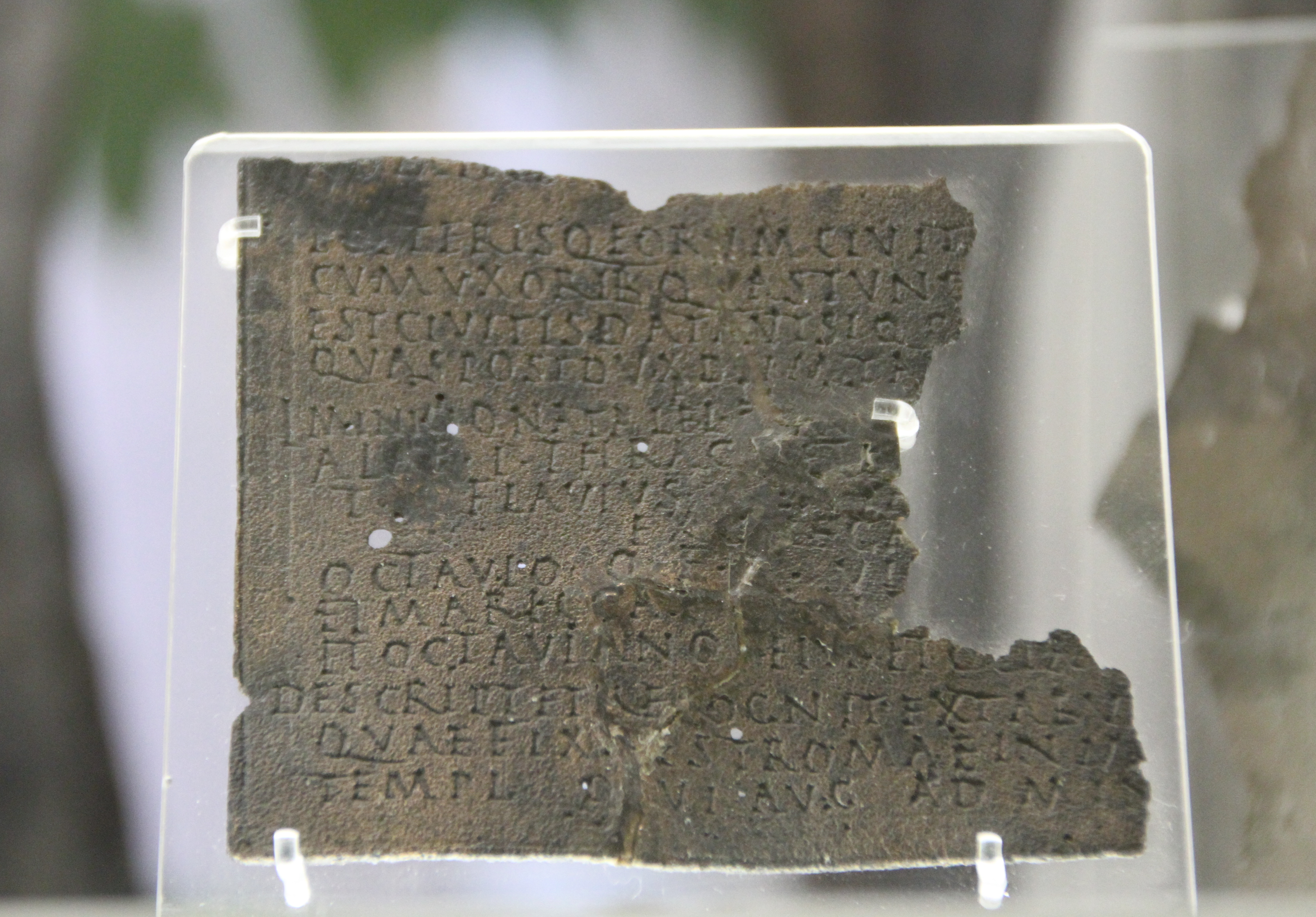
Das Militärdiplom von 139 n. Chr.

Titus Flavius Iulianus war ein im 2. Jahrhundert n. Chr. lebender Angehöriger des römischen Ritterstandes (Eques).
Durch ein Militärdiplom ist belegt, dass Iulianus im Jahr 139 Kommandeur der Ala I Thracum Veterana war, die zu diesem Zeitpunkt in der Provinz Pannonia inferior stationiert war.